# Ę̃
Ę̃ (minuscule : ę̃), appelé E tilde ogonek, est une lettre latine utilisée dans l’écriture du lituanien.
Il s’agit de la lettre E diacritée d’un tilde et d’un ogonek.

## Utilisation
En lituanien, le E ogonek ‹ Ę, ę › peut être combiné avec un tilde indiquant une syllabe tonique : ‹ Ę̃, ę̃ ›.

## Représentations informatiques
Le E tilde ogonek peut être représenté avec les caractères Unicode suivants : 
- composé et normalisé NFC (latin étendu A, diacritiques) :

| formes    | représentations | chaînes de caractères | points de code | descriptions                                       |
| --------- | --------------- | --------------------- | -------------- | -------------------------------------------------- |
| capitale  | Ę̃               | Ę◌̃                    | U+0118 U+0303  | lettre majuscule latine e ogonek diacritique tilde |
| minuscule | ę̃               | ę◌̃                    | U+0119 U+0303  | lettre minuscule latine e ogonek diacritique tilde |

- décomposé et normalisé NFD (latin de base, diacritiques) :

| formes    | représentations | chaînes de caractères | points de code       | descriptions                                                   |
| --------- | --------------- | --------------------- | -------------------- | -------------------------------------------------------------- |
| capitale  | Ę̃               | E◌̨◌̃                   | U+0045 U+0328 U+0303 | lettre majuscule latine e diacritique ogonek diacritique tilde |
| minuscule | ę̃               | e◌̨◌̃                   | U+0065 U+0328 U+0303 | lettre minuscule latine e diacritique ogonek diacritique tilde |